# 은빛 립스틱
"은빛 립스틱"은 한국에서 제작된 강대선 감독의 1989년 영화이다. 이경희 등이 주연으로 출연하였고 강대선 등이 제작에 참여하였다.

## 출연

### 주연
- 이경희
- 모사성

## 기타
- 조명: 황대영
- 녹음: 손인호